# Домфрон (Оаза)
Домфрон (фр. Domfront) насеље је и општина у североисточној Француској у региону Пикардија, у департману Оаза која припада префектури Клермон.
По подацима из 2011. године у општини је живело 346 становника, а густина насељености је износила 125,36 становника/km². Општина се простире на површини од 2,76 km². Налази се на средњој надморској висини од 77 метара (максималној 95 m, а минималној 67 m).

## Демографија
| 1962. | 1968. | 1975. | 1982. | 1990. | 1999. | 2011. |
| ----- | ----- | ----- | ----- | ----- | ----- | ----- |
| 313   | 306   | 317   | 320   | 287   | 303   | 346   |

График промене броја становника у току последњих година